# 3237 Вікторплатт
3237 Вікторплатт (3237 Victorplatt) — астероїд головного поясу, відкритий 25 вересня 1984 року.
Тіссеранів параметр щодо Юпітера — 3,226.